# Kreuz Weinsberg

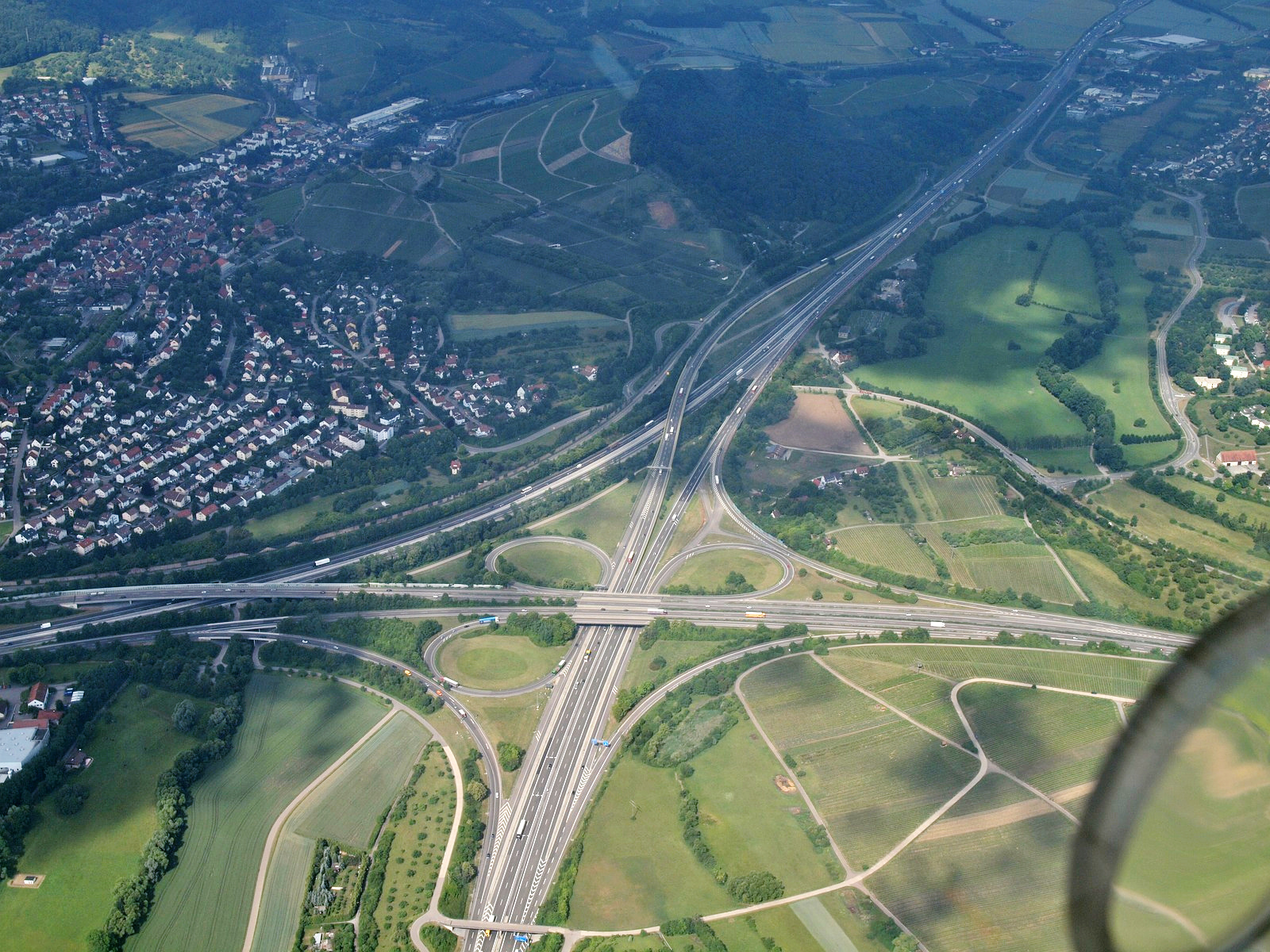
Luchtfoto van het knooppunt, gezien vanuit het oosten

Kreuz Weinsberg is een knooppunt in de Duitse deelstaat Baden-Württemberg.
Op dit klaverbladknooppunt met bypass in de stad Weinsberg, kruist de A6 Mannheim-Neurenberg de A81 Dreieck Würzburg-West-Gottmadingen.

## Geografie
Het knooppunt ligt in de stad Weinsberg in het dal van het riviertje de Sulm, dat tijdens de bouw van het knooppunt is verlegd, tegenwoordig loopt het door het knooppunt.
Nabijgelegen dorpen zijn Ellhofen, Eberstadt en Erlenbach. Het knooppunt ligt ongeveer 2 kilometer ten noordoosten van het centrum van Weinsberg, ongeveer 85 km ten zuidwesten van Würzburg, ongeveer 6 km ten noordoosten van Heilbronn en ongeveer 45 km ten zuiden van Stuttgart.
Configuratie
Rijstrook
Nabij het knooppunt hebben zowel de A6 Heilbronn-Nuremberg als de A81 richting Stuttgart 2x3 rijstroken. De A81 in noordelijke richting naar Dreieck Würzburg-West heeft 2x2 rijstroken. De verbindingswegen Stuttgart-Mannheim hebben 2 rijstroken. Alle andere verbindingswegen hebben één rijstrook.
Knooppunt
Het is een klaverbladknooppunt met bypass. De A6 vanuit Mannheim en de A81 vanuit Stuttgart zijn vanwege de directe verbinding west-zuid aangelegd in een zogenaamde TOTSO-configuratie

## Verkeersintensiteiten
Dagelijks passeren ongeveer 140.000 voertuigen het knooppunt.
| Van                               | Naar                         | Gemiddeld aantal voertuigen per dag | Percentage vrachtverkeer |
| --------------------------------- | ---------------------------- | ----------------------------------- | ------------------------ |
| AS Heilbronn/Untereisesheim (A 6) | AK Weinsberg                 | 89.100                              | 18,3 %                   |
| AK Weinsberg                      | AS Bretzfeld (A 6)           | 59.600                              | 23,1 %                   |
| AS Möckmühl (A 81)                | AK Weinsberg                 | 34.800                              | 14,8 %                   |
| AK Weinsberg                      | AS Weinsberg/Ellhofen (A 81) | 99.700                              | 12,0 %                   |

## Richtingen knooppunt
| Aansluitende wegen                       | Aansluitende wegen                | Aansluitende wegen                      | Aansluitende wegen | Aansluitende wegen |
| ---------------------------------------- | --------------------------------- | --------------------------------------- | ------------------ | ------------------ |
|                                          |                                   | richting Würzburg                       |                    |                    |
|                                          |                                   |                                         |                    |                    |
| richting Neckarsulm / Heilbronn Mannheim | richting Neurenberg Ulm / München |                                         |                    |                    |
|                                          |                                   |                                         |                    |                    |
|                                          |                                   | richting Weinsberg / Ellhofen Stuttgart |                    |                    |